# Bereżnycia
Bereżnycia (ukr. Бережниця) – wieś na Ukrainie, w obwodzie czerniowieckim, w rejonie wyżnickim, w hromadzie Banyliw. W 2001 liczyła 636 mieszkańców.